# Kippumjo
Kippumjo eller Gippeumjo 
(översatt som bland annat Nöjesgruppen, Nöjesgrupper eller Nöjesbrigaden), är en organisation bestående av uppskattningsvis 2000 kvinnor och flickor som uppges vara anställda av Nordkoreas ledare för att bidra med underhållning, inklusive sexuell sådan, för höga medlemmar inom Koreas arbetarparti och höga gäster. Information om Kippumjo baseras till stor del på nordkoreanska avhoppare. En känd sådan informationslämnare är Mi-Hyang, som 2010 gav en uppmärksammad intervju till Marie Claire, och Kenji Fujimoto, som uppgavs ha varit kock till Kim Jong Il.